# Wysmalanie roślin

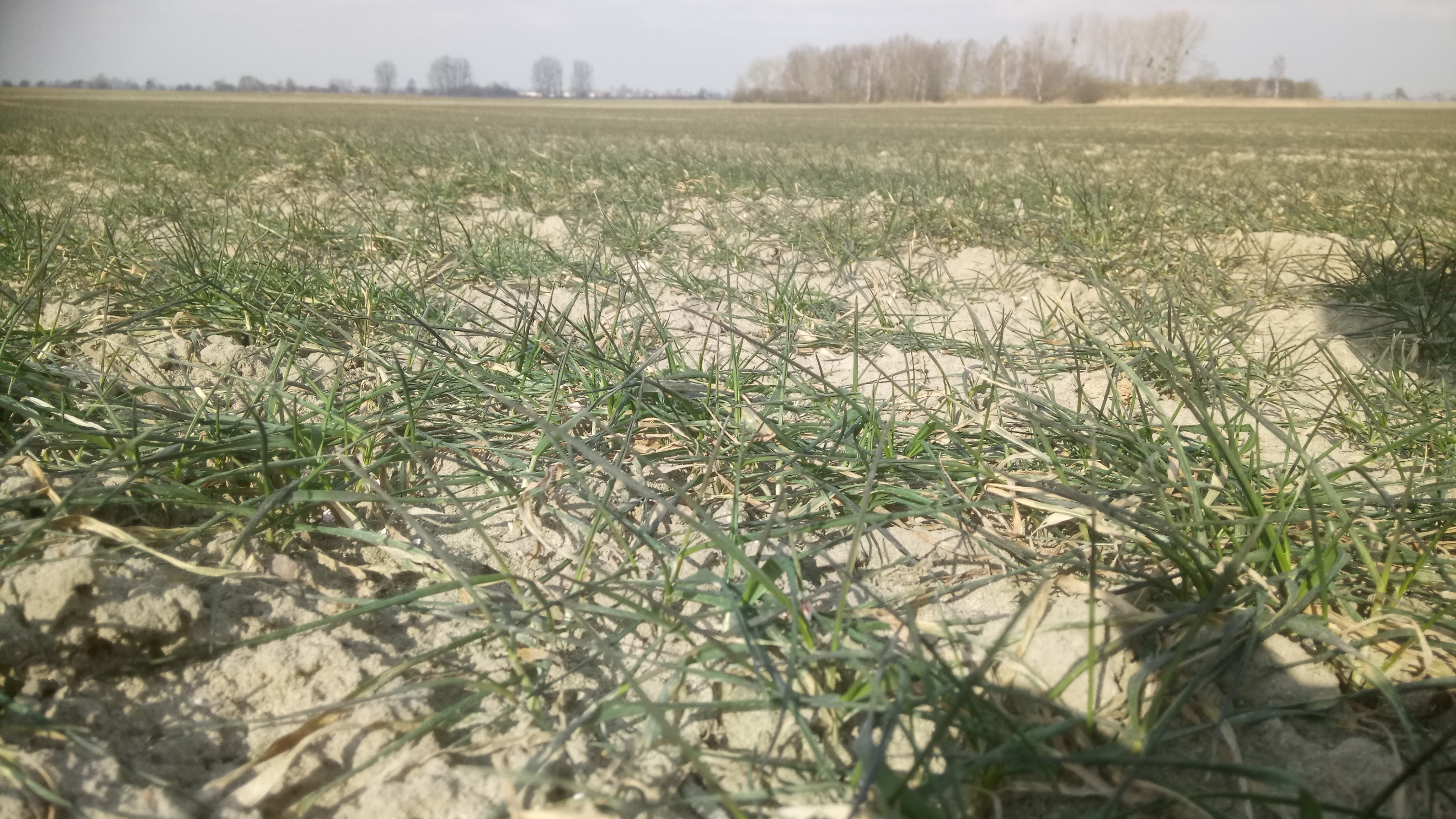
Lekkie wysmalenie zboża. Widoczne zwinięcie blaszki liściowej związane z utratą turgoru i zbrunatnienie końcówek liści związane z koncentracją antocyjanów.

Wysmalanie roślin – zjawisko występujące w zimie, kiedy rośliny nie są okryte śniegiem, w temperaturach poniżej 0 °C i wietrze wiejącym przez dłuższy czas. W takich warunkach następuje stopniowe osłabienie węzła krzewienia i nadmierna transpiracja wody.  Z powodu zbyt niskiej temperatury gleby system korzeniowy nie jest w stanie uzupełnić strat wody, wobec czego chore rośliny stopniowo więdną, brunatnieją, zasychają i giną.

## Zapobieganie
Zapobieganie wysmalaniu roślin:
- uprawa odmian o mniejszej podatności na wymarzanie,
- zapewnienie optymalnych warunków glebowych dla roślin,
- racjonalne nawożenie azotem oraz właściwe fosforem i potasem,
- stosowanie osłon od wiatru np. zadrzewienia śródpolne[1].